# Wet (album)
Wet – album amerykańskiej piosenkarki Barbry Streisand, wydany w 1979 roku.
Jest to album koncepcyjny, którego poszczególne utwory odnoszą się do motywu wody. Na płycie znalazł się duży hit „No More Tears (Enough Is Enough)” nagrany w duecie z Donną Summer. Drugim singlem została piosenka „Kiss Me in the Rain”.
Płyta dotarła do miejsca 7. amerykańskiego zestawienia Billboard 200 i uzyskała w USA status platynowej.

## Lista utworów
Strona A
| 1. | „Wet”                     | 4:23  |
|    |                           |       |
| 2. | „Come Rain or Come Shine” | 3:49  |
|    |                           |       |
| 3. | „Splish Splash”           | 4:06  |
|    |                           |       |
| 4. | „On Rainy Afternoons”     | 4:20  |
|    |                           |       |
| 5. | „After the Rain”          | 5:08  |
|    |                           |       |
|    |                           | 21:46 |
|    |                           |       |
Strona B
| 1. | „No More Tears (Enough Is Enough)” (duet z Donną Summer) | 8:19  |
|    |                                                          |       |
| 2. | „Niagara”                                                | 4:37  |
|    |                                                          |       |
| 3. | „I Ain’t Gonna Cry Tonight”                              | 3:44  |
|    |                                                          |       |
| 4. | „Kiss Me in the Rain”                                    | 4:20  |
|    |                                                          |       |
|    |                                                          | 21:00 |
|    |                                                          |       |

## Notowania
| Kraj                              | Pozycja |
| --------------------------------- | ------- |
| Kanada                            | 7       |
| Norwegia (VG-lista)               | 39      |
| Nowa Zelandia (RMNZ)              | 21      |
| Stany Zjednoczone (Billboard 200) | 7       |
| Szwecja (Sverigetopplistan)       | 22      |
| Wielka Brytania (UK Albums Chart) | 25      |

## Certyfikaty
| Kraj                     | Certyfikat      |
| ------------------------ | --------------- |
| Kanada (Music Canada)    | platynowa płyta |
| Stany Zjednoczone (RIAA) | platynowa płyta |
| Wielka Brytania (BPI)    | złota płyta     |